# Brahima Traoré
Brahima Traoré (Alto Volta, 24 de febrero de 1974) es un exfutbolista y entrenador de fútbol de Burkina Faso que jugaba en la posición de centrocampista. Actualmente es el entrenador de la selección nacional sub-17.

## Carrera

### Club
| Periodo   | Club           |
| --------- | -------------- |
| 1991-1992 | ASFA Yennenga  |
| 1992-1998 | FC Bressuire   |
| 1999-2000 | Persib Bandung |
| 2001-2002 | Al Dhaid SC    |

### Selección nacional
Jugó para Burkina Faso en 38 ocasiones de 1991 a 2000 y anotó tres goles; participó en tres ediciones de la Copa Africana de Naciones.

### Entrenador
| Periodo | Club                |
| ------- | ------------------- |
| 2021-   | Burkina Faso sub-17 |

## Logros
- Copa de Burkina Faso (1): 1991